# Sulfon

Algemene structuurformule van een sulfon.

Een sulfon is in de organische chemie een stofklasse, die gekenmerkt wordt door de aanwezigheid van een sulfonylgroep die gebonden is aan twee andere groepen (R en R').

## Synthese
Een sulfon kan bereid worden door de oxidatie van een sulfoxide, dat op zijn beurt het geoxideerde product van een thio-ether is. Een voorbeeld is de synthese van dimethylsulfon door oxidatie van dimethylsulfide (waarbij dimethylsulfoxide als isoleerbaar intermediair optreedt):